# Gutkeled nembeli Apaj
Gutkeled nembeli Apaj a 13. században élt magyar főúr, aki IV. Béla király uralkodásának idejében, 1235 és 1239 között szlavón bán volt.

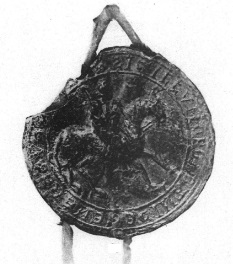
Apaj bán pecsétje

## Családja
Kézai Simon szerint a Gutkeled nemzetség ősei Orseoló Péter király idejében (1038 – 1041) jöttek Magyarországra, a nemzetség legrégebbi ismert tagja a Gutkeled nembeli Vid ispán Salamon király idejében élt.  Névadói Gut és Keled ispánok 1093-ban és 1111-ben szerepelnek az oklevelekben.

## Élete
Apaj 1231-ben somogyi ispánként tűnik fel, mely tisztséget 1234-ig töltötte be. 1235 és 1239 között szlavón bán volt, mely tisztségben fivére, Miklós követte. Apajnak a körösmegyei Légrád és Raszinja között voltak birtokai. Valószínűleg ő építette az Apajkeresztúr fölötti Apaj várát, melyet először 1236-ban említenek templomos erődítményként. Apaj valószínűleg 1239-ben halt meg. Fennmaradt báni kettős pecsétje is, mely a Magyarországon nagyon ritka lovaspecsétek egyik legkorábbi emléke. Apaj ága 1342-ben kihalt, birtokait testvérei, Miklós bán, és fivére, Csépán leszármazói örökölték, akik a Bocskay vagy Bacskay ág ősei lettek.